# Kostel svatého Bartoloměje (Kvášňovice)
Kostel svatého Bartoloměje ve Kvášňovicích je farní kostel římskokatolické farnosti Kvášňovice a kulturní památka České republiky. Památkově chráněn je celý areál, včetně ohradní zdi se dvěma branami a schodištěm, hřbitovní kaplí a oběma márnicemi.

## Historie
Kostel pochází z poloviny 13. století, kdy byl postaven v románském slohu. Na přelomu 14. a 15. století byl přestavěn presbytář. V roce 1748 byla přistavěna sakristie a v letech 1751 až 1758 byla barokně upravena kostelní loď.

## Popis
Kostel je jednolodní. Loď kostela je klenutá. V závěru lodi je portál z poloviny 13. století, který má zdobený tympanon. Pětiboký presbytář má křížovou klenbu.
Hlavní oltář a boční oltáře pochází z 2. poloviny 18. století. Kazatelna pochází z konce 17. století. Kamenná křtitelnice je z 1. poloviny 18. století. V kostele jsou 2 náhrobníky z 2. poloviny 16. století. Na venkovní zdi kostela je připevněn novější (empírový) náhrobník.
Hřbitovní kaple pochází z přelomu 18. a 19. století, je postavena v klasicistním stylu.